# Белзское княжество
Бе́лзское кня́жество — западное русское удельное княжество, возникшее в 1170 году, с центром в городе Белз (как столица княжества, известен с XI столетия), с 1366 года — лен Польского королевства.

## Белзская земля
Белзская земля был отвоёвана Ярославом Мудрым у Польского королевства в 1030 году и введёна в состав Древней Руси. Является частью Побужья, то есть, частью бассейна Западного Буга. Хотя территорию Белзской земли трудно выделить в однозначных границах, из летописных источников известно, что самым северным её городом был Всеволож, а южным — Бужск.

## Княжество
Белзское княжество существовало в XII—XV веках в долине реки Западный Буг. Название происходит от центра княжества, города Белза. Белзское княжество возникло около 1170 года в результате феодального дробления Волынского княжества. Первым князем был сын Мстислава Изяславича Всеволод. Ему и его сыну Александру удавалось временно править во Владимире-Волынском. Борьба со старшими братьями — соответственно Романом Мстиславичем и его сыновьями Даниилом и Василько — в конечном счёте привела к ликвидации Белзского княжества в начале 1230-х и присоединению территории к Волынскому.
В 1240 году княжество было разорено монголо-татарами. Белзское княжество сначала находилось в вассальной зависимости от Волынского княжества и Галицко-Волынского княжества, в 1234 ликвидировано, в 1340—1377 годах территория вошла в состав Литовского княжества, с 1388 года — в вассальной зависимости от Мазовии.
В 1462 году королевство Польское присоединило к себе Белзское княжество, превратив его в Белзское воеводство, которое находилось в составе Речи Посполитой до 1772 года.
По разделам Польско-литовской республики, в 1772 и 1791 годах Белзская земля вместе с Галицией отошло к Австрийскому эрцгерцогству Германо-римской империи.

## Список правителей
- 1170—1195 годы — Всеволод Мстиславич
- 1195—1207 годы — Александр Всеволодович
- 1207—1210 годы — Василько Романович
- 1214—1234 годы — Александр Всеволодович
- 1269—1301 годы — Юрий I Львович[6]
- после 1301 года княжество принадлежало польским князьям Мазовецким[2]
- с 1340 года княжество принадлежало литовским князьям[2]
- 1348—1377 годы — Юрий Наримунтович
- 1383—1387 годы — Юрий Наримунтович
- с 1462 года — Воеводы белзские